# 大木熊太郎
大木 熊太郎（おおき くまたろう、1873年（明治6年）6月3日 - 1951年（昭和26年）2月）は、日本の実業家、政治家。
明治維新の大功労者である大木喬任伯爵の傍系血族であり、経済界および政界の両方で活躍した福岡県の名士である。

## 人物
田川郡香春町五徳谷の由緒正しい士族に生まれ、18歳の時に商人として志を立て大木坑木を創業。第一次世界大戦前後に黒ダイヤと言われた石炭の価格急騰に伴い坑木価格も急騰し、巨万の富を築く。その後築上郡部会長郡会議員となり福岡県築上郡八屋町（現在の豊前市）の統合推進など地域に貢献し、宇島八屋両町合併時の名誉助役にあげられた豊前市発誕の父。
政友会が華やかな時代に政友会築上郡部会長となり、「政党あっての大木、大木あっての政党」とまで言われた。生涯築上郡を中心とした地元での活動をメインとしたものの、福岡県下はもちろんのこと中央政界にまでその名は広く知られた。

## 出自
大木氏は筑後国の蒲池氏の一族で、筑後宇都宮氏の宇都宮懐久の次男の資綱の嫡子大木政長を祖とし、資綱の兄の蒲池久憲の後裔の蒲池鎮漣の重臣で、のちに鍋島直茂に仕えた大木統光の子孫にあたる。
- 明治政府の主要ポストを歴任した大木喬任伯爵の傍系血族。
- 株式会社ビッグツリーテクノロジー&コンサルティング創業者の大木塁は曾孫。

## 逸話
- 経済発展において最も大事な事は教育であるとの信念から数多くの貧しい子供に学費を給し、東京大学や九州大学を始めとした大学へと進学した子弟も多かった。
- 還暦を迎える時に私財を投じて郷里である五徳谷に大師堂を建立した。
- 綿密な細胞的組織網、協力な団結力を武器に選挙の神様として他政党から恐れられた。こうしたことから築上郡で政治をやる者は先ずは熊太郎の意見と指導を仰いだといい、大長老として敬仰を一身に集めた。
- 大正の初頭という時代背景の中で徹底した民主的かつ家族的な企業経営は数多くの子弟に大木経営体として受け継がれたという。その結果、熊太郎の創業した大木坑木は創業から120年経過した今でも存在し、歴代の社長や営業所所長は原木市場業界の要職を務めている。